# Calçot

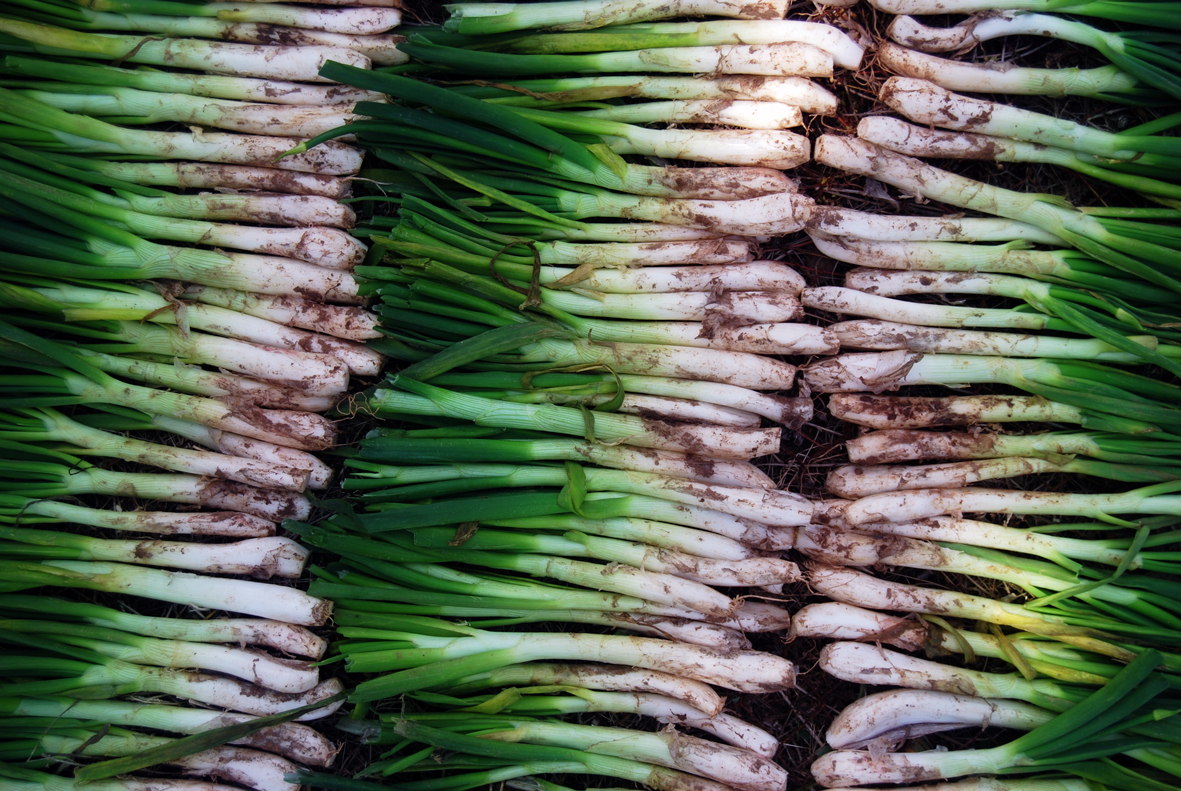
Calçots

El calçot (pronunciado /kəl'sɔt/) es una variedad de cebollas tiernas. El calçot de Valls es un producto con Indicación Geográfica Protegida (IGP) que se caracteriza por una longitud de 15 a 25 cm (parte blanca) y un diámetro, medido a 5 cm de la raíz, de entre 1,7 y 2,5 cm.
Son habituales en la zona interior de Cataluña (España), pero especialmente de toda la zona occidental, correspondiente a las tierras del Ebro y la comarca del Alto Campo, y es el plato más emblemático de la población de Valls (Tarragona). Es uno de los platos típicos de la gastronomía catalana, muy consumido a finales de invierno con salsa romesco  o salvitxada, completando con un segundo plato compuesto por carnes y butifarras típicas.

## Origen del nombre
“Calçot” viene del hecho de que en su cultivo se amontona tierra sobre los brotes que crecen de la cebolla inicial ("calçar la terra sobre la planta"). Esto se hace para conseguir un tallo blanco de unos 20 a 25 cm.

## Origen
Una de las versiones más comúnmente aceptadas afirma que se debe su descubrimiento a Xat de Benaiges, un campesino de finales del siglo XIX de la zona de Valls (Provincia de Tarragona), que por descuido, preparó a la brasa unas "cebollas" que sobrecalentó. Se quemaron todos por la parte exterior y, en lugar de tirarlos, peló las capas más externas quemadas, descubriendo que su interior estaba muy tierno y sabroso.[cita requerida]

## Consumo

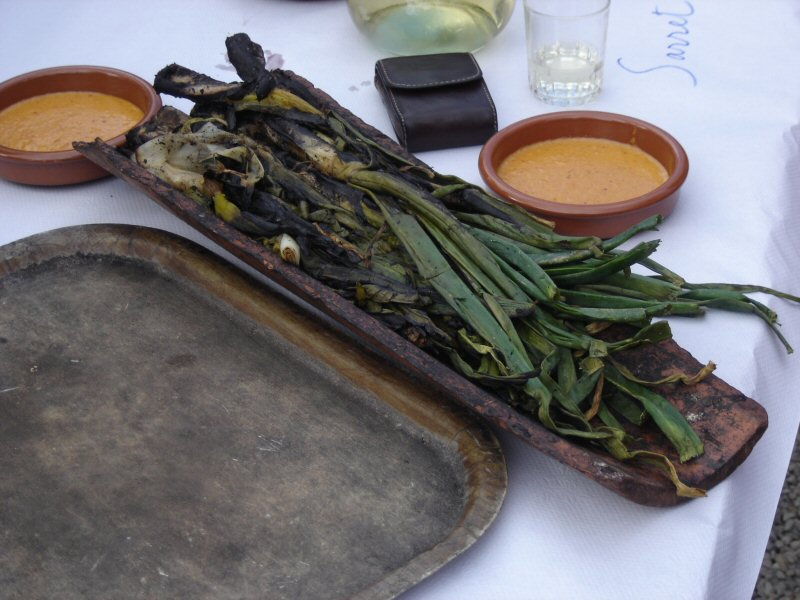
Una teja de calçots junto a dos platos con salsa romesco.

Se consumen los tallos jóvenes y se puede hacer entre el final del invierno y principios de la primavera. El calçot forma la base de las populares calçotades que se celebran en Cataluña, que se han convertido en una fiesta en la que se consumen asados preferiblemente sobre la llama viva de "redoltes de ceps" (sarmientos de vid). No hay que esperar a que se haga brasa, que es como se asaría la carne. Una vez hechos, cuando las capas exteriores están negras, entreabiertas y echan una especie de espumita, se envuelven en grupos de 25 aproximadamente en varias hojas de papel de periódico y se dejan como mínimo una media hora para que acaben de cocerse con su propio calor. Se comen pelando las capas exteriores y untando el calçot en una salsa denominada salvitxada o también con salsa de romesco.

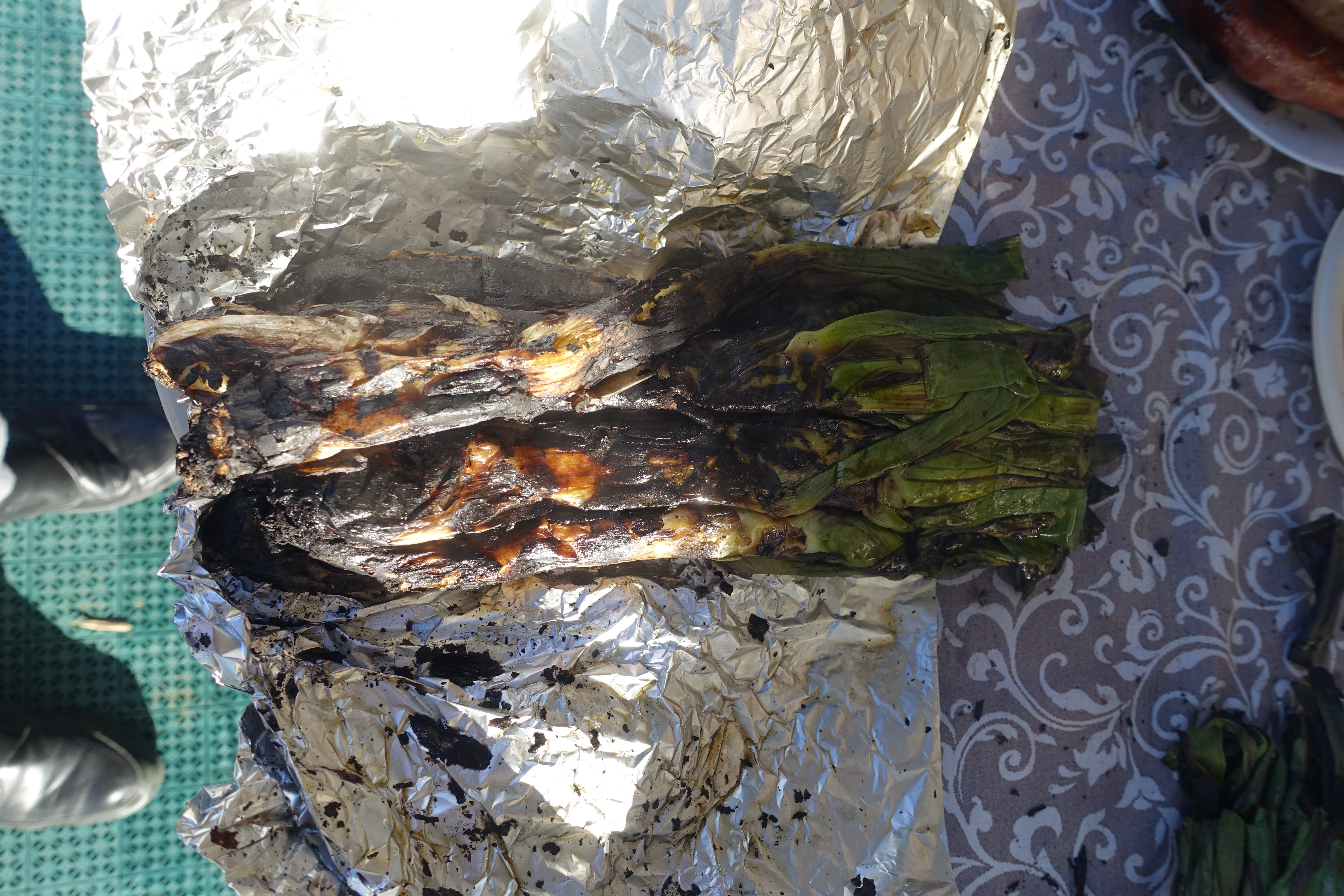

Una vez consumidos los calçots y tras lavarse las manos ( quedan completamente negras), se come carne y butifarras asadas sobre las brasas que quedan después de hacer los calçots, todo ello regado con vino o con cava.

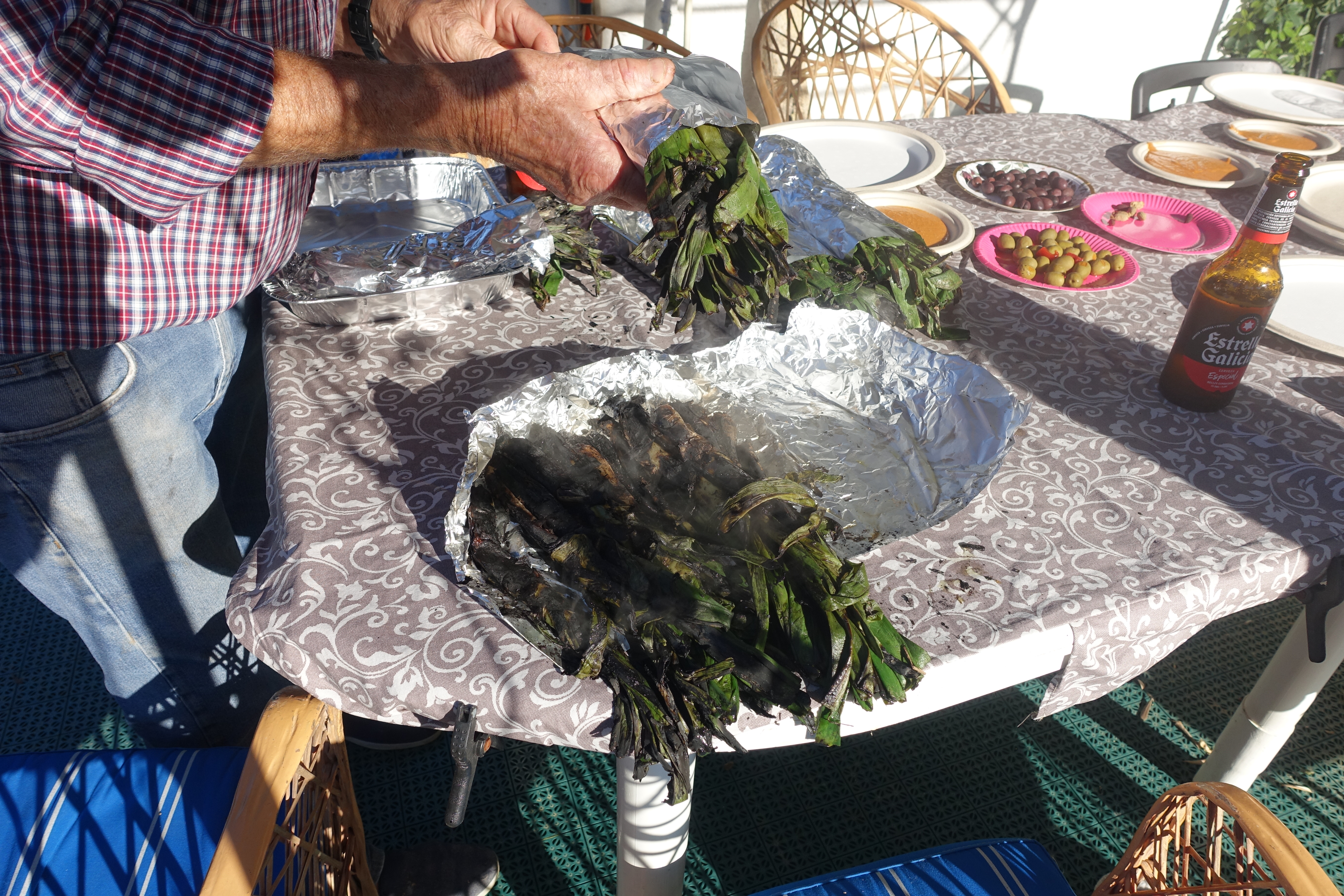

### Propiedades nutritivas
Al tratarse de brotes de cebolla, sus propiedades nutritivas son las mismas, es decir, tiene un amplio contenido de vitaminas y minerales. Además, se le atribuyen propiedades diuréticas, tonificantes, digestivas y afrodisíacas.

## Cultivo

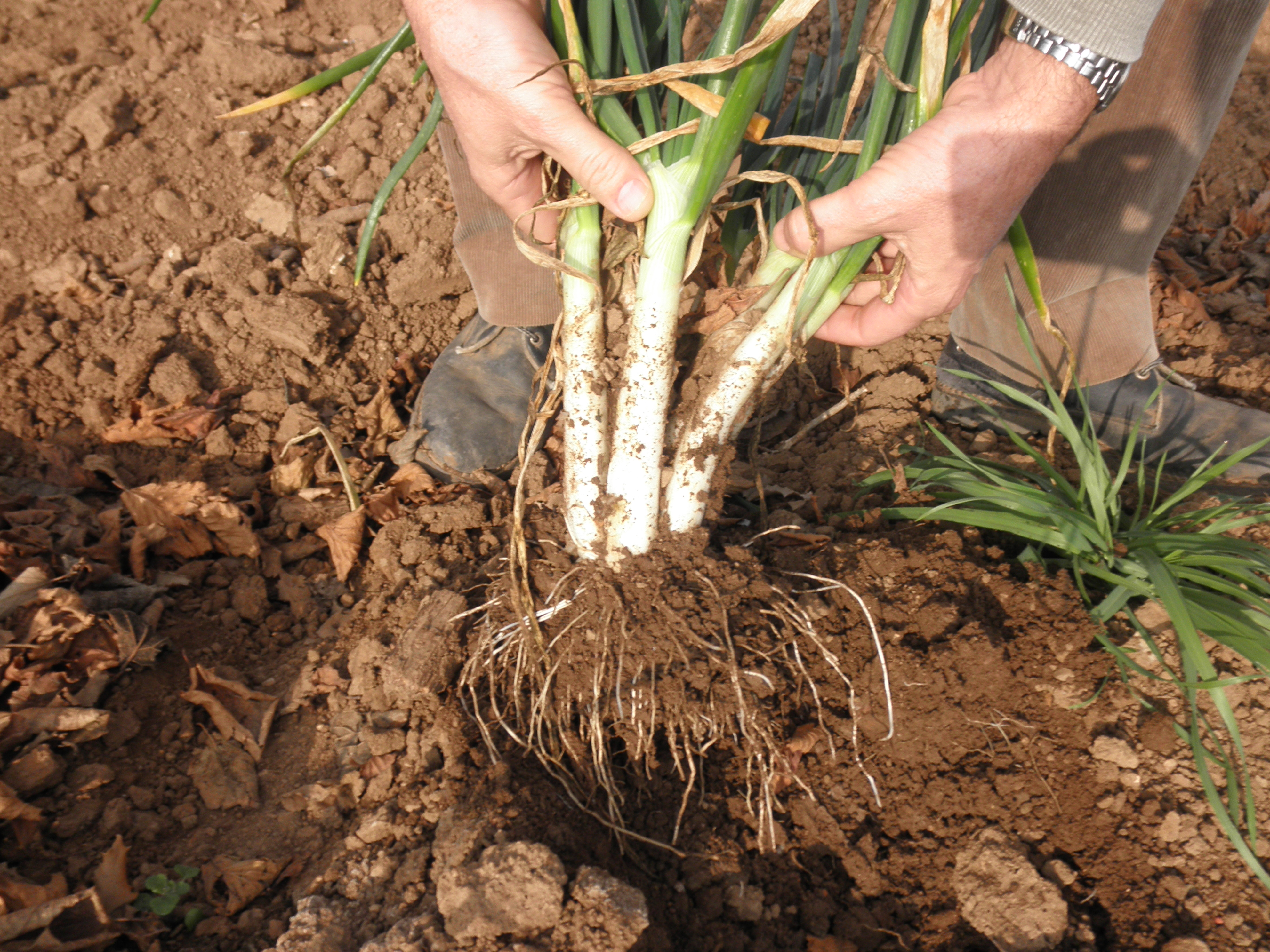
Calçots recién cosechados

Se obtienen los bulbos a partir de la siembra de semillas. Las semillas se plantan a finales de invierno, se trasplantan los cebollinos en primavera y se recogen los bulbos en verano. A mediados de septiembre se pueden plantar los bulbos en tierra y según crecen se van calzando, es decir, cubriendo con tierra para que queden blancos.
El cultivo del calçot es habitual en las comarcas de la provincia de Tarragona próximas al mar y con inviernos suaves. Aunque también se cultiva en el interior, en zonas que no tengan fuertes heladas, estos se recogen un poco más tarde que los calçots del litoral.
Admite cultivo urbano en macetas.